# Jardín de las Plantas y de la Naturaleza
El Jardín de las Plantas y de la Naturaleza (en francés, Jardin des Plantes et de la Nature) es un jardín botánico de 2,2 hectáreas de extensión que se encuentra en el centro de Porto Novo, Benín.
El código de reconocimiento internacional del Jardin des Plantes et de la Nature como institución botánica (en el Botanical Gardens Conservation International - BGCI), así como las siglas de su herbario es PONO.

## Localización
Jardín des Plantes et de la Nature, Ministere du Developpement Rural, 01 BP 2205 Porto Novo, Benín.
Planos y vistas satelitales.6°29′50″N 2°36′18″E / 6.49722, 2.60500
Se encuentra abierto todos los días de la semana.

## Historia
El precedente del Jardín de las plantas y de la naturaleza era un bosque consagrado del reino de Porto-Novo. En 1895, se transformó una parte del bosque en jardín de pruebas por orden del gobernador francés de la colonia de Dahomey cuyo palacio colindaba.
En 1905, albergaba 630 especies arborescentes sobre 6,30 hectáreas, distribuidas en tres zonas diferenciadas.
Después de la independencia, el proceso de decadencia general afectó también al jardín. La extensión de los edificios administrativos implicó la reducción en gran medida del jardín a tan solo un tercio del espacio inicial. La falta de mantenimiento agravó la pérdida de la diversidad biológica del jardín, quedando en tan solo 300 especies según el registro de 1998.
Para poner freno a esta decadencia, el Ministerio de Agricultura de Benín en 1998 cedió la gestión del jardín a la "l'Ecole du patrimoine africain " (Escuela del patrimonio africano) (Epa), con intención de abrirlo a la población en general.

## Colecciones
El Jardín de las plantas y de la naturaleza se extiende actualmente en dos superficies el conservatorio o Museo de las Plantas y un  espacio de ocio.
- El conservatorio situado al centro ciudad ocupa una superficie de 2,2 hectáreas. Cuenta con alrededor de 300 especies vegetales, de árboles, plantas medicinales, aromáticas, especias, acuáticas, xerofíticas, y colecciones de plantas agrícolas del tiempo de la colonia francesa incluyendo árboles frutales, palmeras Areca, Ixora spp. Estas plantas se pueden descubrir a voluntad dando un paseo, en visitas ecológicas y distintas animaciones organizadas in situ, siendo un "Museo de las Plantas".

- Espacio de ocio y cultura, es un extenso espacio cultural y de animación que ofrece a la ciudad, además de ser marco de fácil uso a pleno aire, distintas prestaciones (bar, restaurante, espacio de animación).